# Emmelie de Forest
Emmelie Charlotte-Victoria de Forest (Randers, 28 februari 1993) is een Deense zangeres. Ze vertegenwoordigde Denemarken met het nummer Only Teardrops op het Eurovisiesongfestival 2013 in Malmö, Zweden. Met dit nummer werd ze ook de winnares van het Eurovisiesongfestival 2013.

## Biografie
De Forest begon met zingen op tienjarige leeftijd. Ze zat in verschillende koren en trad vanaf haar veertiende op verschillende muziekfestivals op, samen met de Brit Fraser Neill. Op achttienjarige leeftijd verhuisde ze van Mariager naar de Deense hoofdstad Kopenhagen.
Ze brak pas echt door dankzij haar deelname aan Dansk Melodi Grand Prix 2013, de Deense preselectie voor het Eurovisiesongfestival. Met het nummer Only Teardrops won ze uiteindelijk de nationale finale, waardoor ze in mei Denemarken mocht vertegenwoordigen op het Eurovisiesongfestival van 2013 in het Zweedse Malmö. Hier kreeg ze in de eerste halve finale voldoende stemmen om door te mogen naar de finale. Ze won de finale met 281 punten en zorgde zo voor de derde Deense songfestivalzege.
Op het Eurovisiesongfestival 2014 in Kopenhagen verzorgde De Forest de openingsact in de eerste halve finale met haar liedje Only Teardrops. Dat nummer zong ze ook tijdens de intervalact in de finale, gevolgd door haar nieuwe single Rainmaker. Op het einde van de avond mocht ze de trofee aan de winnende artiest, Conchita Wurst, uitreiken.
In 2017 schreef De Forest mee aan de Britse inzending voor het Eurovisiesongfestival 2017, Never give up on you. Dit lied wordt vertolkt door Lucie Jones.

## Discografie

### Albums
| Album met hitnotering(en) in de Vlaamse Ultratop 200 albums | Datum van verschijnen | Datum van binnenkomst | Hoogste positie | Aantal weken | Opmerkingen |
| ----------------------------------------------------------- | --------------------- | --------------------- | --------------- | ------------ | ----------- |
| Only Teardrops                                              | 06-05-2013            | 01-06-2013            | 140             | 3            |             |

### Singles
| Single met eventuele hitnotering(en) in de Nederlandse Top 40 | Datum van verschijnen | Datum van binnenkomst | Hoogste positie | Aantal weken | Opmerkingen                |
| ------------------------------------------------------------- | --------------------- | --------------------- | --------------- | ------------ | -------------------------- |
| Only Teardrops                                                | 03-05-2013            | 25-05-2013            | 14              | 8            | Nr. 4 in de Single Top 100 |

| Single met hitnotering(en) in de Vlaamse Ultratop 50 | Datum van verschijnen | Datum van binnenkomst | Hoogste positie | Aantal weken | Opmerkingen                 |
| ---------------------------------------------------- | --------------------- | --------------------- | --------------- | ------------ | --------------------------- |
| Only Teardrops                                       | 03-05-2013            | 25-05-2013            | 11              | 7            | Nr. 23 in de Radio 2 Top 30 |

1957: Birthe Wilke & Gustav Winckler · 
1958: Raquel Rastenni · 
1959: Birthe Wilke · 
1960: Katy Bødtger · 
1961: Dario Campeotto · 
1962: Ellen Winther · 
1963: Grethe & Jørgen Ingmann · 
1964: Bjørn Tidmand · 
1965: Birgit Brüel · 
1966: Ulla Pia · 
1978: Mabel · 
1979: Tommy Seebach · 
1980: Bamses Venner · 
1981: Tommy Seebach & Debbie Cameron · 
1982: Brixx · 
1983: Gry Johansen · 
1984: Hot Eyes · 
1985: Hot Eyes · 
1986: Trax · 
1987: Anne Cathrine Herdorf & Bandjo · 
1988: Hot Eyes · 
1989: Birthe Kjær · 
1990: Lonnie Devantier · 
1991: Anders Frandsen · 
1992: Lotte Nilsson & Kenny Lübcke · 
1993: Tommy Seebach Band · 
1995: Aud Wilken · 
1997: Kølig Kaj · 
1999: Michael Teschl & Trine Jepsen · 
2000: Olsen Brothers · 
2001: Rollo & King · 
2002: Malene · 
2004: Tomas Thordarson · 
2005: Jakob Sveistrup · 
2006: Sidsel Ben Semmane · 
2007: DQ · 
2008: Simon Mathew · 
2009: Niels Brinck · 
2010: Chanée & N'evergreen · 
2011: A Friend in London · 
2012: Soluna Samay · 
2013: Emmelie de Forest · 
2014: Basim · 
2015: Anti Social Media · 
2016: Lighthouse X · 
2017: Anja Nissen · 
2018: Rasmussen · 
2019: Leonora · 
2021: Fyr & Flamme · 
2022: REDDI · 
2023: Reiley · 
2024: Saba · 
2025: Sissal
1956: Lys Assia · 
1957: Corry Brokken · 
1958: André Claveau · 
1959: Teddy Scholten · 
1960: Jacqueline Boyer · 
1961: Jean-Claude Pascal · 
1962: Isabelle Aubret · 
1963: Grethe & Jørgen Ingmann · 
1964: Gigliola Cinquetti · 
1965: France Gall · 
1966: Udo Jürgens · 
1967: Sandie Shaw · 
1968: Massiel · 
1969: Frida Boccara, Lenny Kuhr, Salomé, Lulu · 
1970: Dana · 
1971: Séverine · 
1972: Vicky Leandros · 
1973: Anne-Marie David · 
1974: ABBA · 
1975: Teach-In · 
1976: Brotherhood of Man · 
1977: Marie Myriam · 
1978: Izhar Cohen & The Alphabeta · 
1979: Gali Atari & Milk & Honey · 
1980: Johnny Logan · 
1981: Bucks Fizz · 
1982: Nicole · 
1983: Corinne Hermès · 
1984: Herreys · 
1985: Bobbysocks · 
1986: Sandra Kim · 
1987: Johnny Logan · 
1988: Céline Dion · 
1989: Riva · 
1990: Toto Cutugno · 
1991: Carola Häggkvist · 
1992: Linda Martin · 
1993: Niamh Kavanagh · 
1994: Paul Harrington & Charlie McGettigan · 
1995: Secret Garden · 
1996: Eimear Quinn · 
1997: Katrina & the Waves · 
1998: Dana International · 
1999: Charlotte Nilsson · 
2000: Olsen Brothers · 
2001: Tanel Padar, Dave Benton & 2XL · 
2002: Marie N · 
2003: Sertab Erener · 
2004: Ruslana · 
2005: Elena Paparizou · 
2006: Lordi · 
2007: Marija Šerifović · 
2008: Dima Bilan · 
2009: Alexander Rybak · 
2010: Lena Meyer-Landrut · 
2011: Ell & Nikki · 
2012: Loreen · 
2013: Emmelie de Forest · 
2014: Conchita Wurst · 
2015: Måns Zelmerlöw · 
2016: Jamala · 
2017: Salvador Sobral · 
2018: Netta Barzilai ·
2019: Duncan Laurence ·
2021: Måneskin ·
2022: Kalush Orchestra ·
2023: Loreen ·
2024: Nemo
- Bibliothèque nationale de France: cb16740783g (data)
- Gemeinsame Normdatei: 1036622258
- International Standard Name Identifier: 0000 0004 1014 8455
- MusicBrainz: 7d397268-6447-458f-8da5-a89aa4f451b8
- Virtual International Authority File: 304569159
- WorldCat: E39PBJbCT63vvXYgMqkfgFY3wC